# Münze Österreich

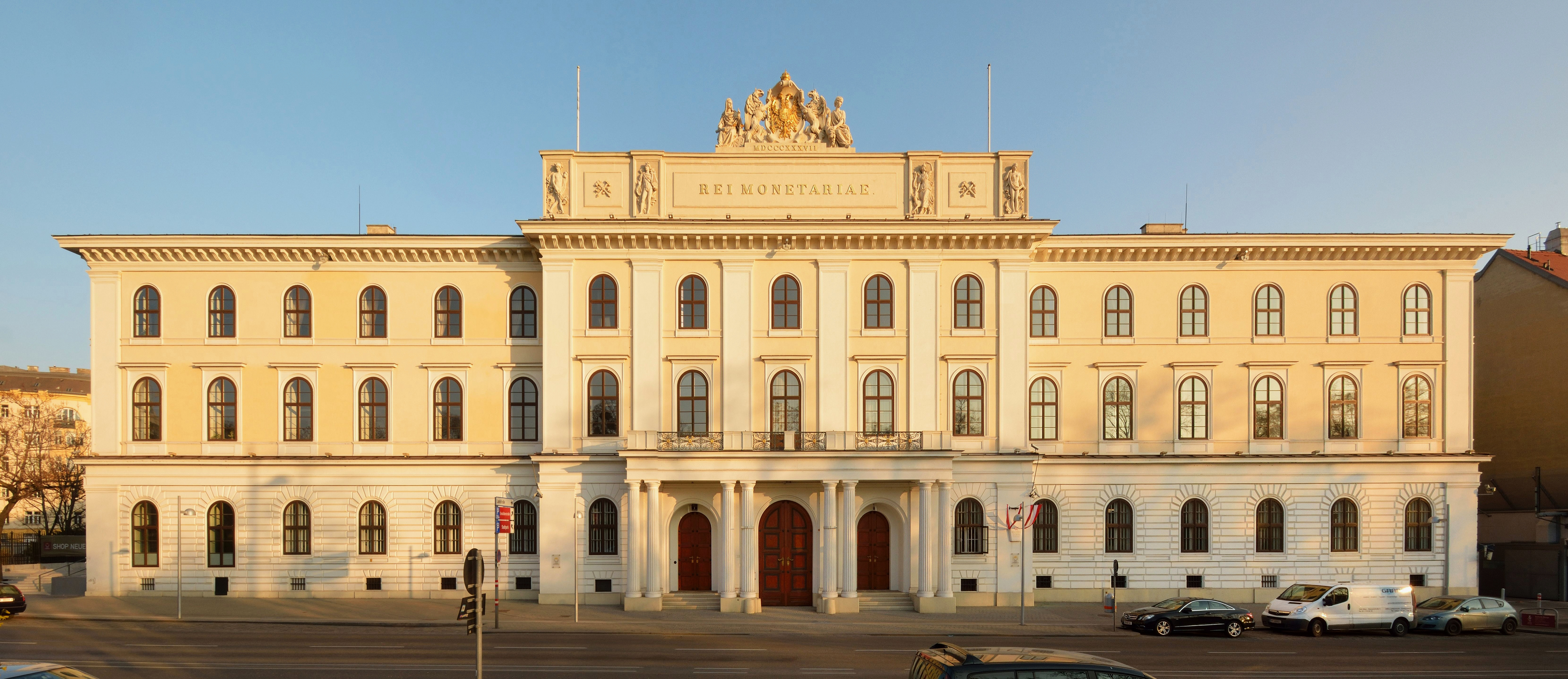
Münze Österreich

Münze Österreich is het munthuis van Oostenrijk, gevestigd aan Am Heumarkt in Wenen. De Oostenrijkse euromunten worden door Münze Österreich geslagen.
Het munthuis ontstond toen het Österreichische Hauptmünzamt een naamloze vennootschap werd. De eerste munt in Wenen werd in 1194 opgericht. In 1918 werd ze het enige munthuis voor de Oostenrijkse republiek en vanaf 1924 werd de Oostenrijkse schilling er geslagen. 